# Un nommé Kiowa Jones
Un nommé Kiowa Jones (The Dangerous Days of Kiowa Jones) est un téléfilm américain réalisé par Alex March, diffusé en 1966.

## Fiche technique
- Titre : Un nommé Kiowa Jones
- Titre original : The Dangerous Days of Kiowa Jones
- Réalisateur : Alex March
- Scénario : Frank Fenton, Robert E. Thompson d'après le roman de Clifton Adams The Dangerous Days of Kiowa Jones
- Musique : Samuel Matlovsky
- Producteur : David Karr, Hank Moonjean, Max E. Youngstein
- Société de production : MGM Television, Youngstein & Karr Productions
- Durée : 85 minutes
- Couleur : Metrocolor
- Genre : Western
- Dates de diffusion
  -  États-Unis : 25 décembre 1966
  -  Suède : 19 mai 1967
  -  Danemark : 15 janvier 1968
  -  Portugal : 19 février 1968
  -  Mexique : 4 juillet 1968
  -  France : Mai 1982

## Distribution
- Robert Horton (VF : Michel Bardinet) : Kiowa Jones
- Diane Baker (VF : Marion Game) : Amilia Rathmore
- Sal Mineo (VF : Michel Bedetti) : Bobby Jack Wilkes
- Nehemiah Persoff (VF : Serge Sauvion) : Skoda
- Gary Merrill (VF : André Valmy) : Marshal Duncan
- Robert H. Harris (VF : Philippe Dumat) : Dobie
- Lonny Chapman (VF : Marc de Georgi) : Roy
- Royal Dano (VF : Jean Violette) : Otto
- Zalman King (VF : Pierre Trabaud) : Jesse
- Harry Dean Stanton : Jelly
- Val Avery (VF : Jacques Richard) : Morgan